# Macrodasys celticus
Macrodasys celticus is een buikharige uit de familie Macrodasyidae. Het dier komt uit het geslacht Macrodasys. Macrodasys celticus werd in 2008 voor het eerst wetenschappelijk beschreven door Hummon. 